# Chiesa cattolica nelle Filippine
La Chiesa cattolica nelle Filippine è parte della Chiesa cattolica universale in comunione con il vescovo di Roma, il Papa. Conta circa settanta milioni di battezzati e 86 diocesi.
Si tratta della terza nazione per numero di cattolici, dopo il Brasile e il Messico.
Nel 1995 si è tenuta a Manila la Giornata Mondiale della Gioventù.
È, con Timor Est, uno dei due Paesi asiatici in cui gli abitanti sono in maggioranza cattolici, eredità della colonizzazione spagnola (Filippine) o portoghese (Timor Est).

## Storia
La storia del cristianesimo è legata alla presenza spagnola nell'arcipelago a partire dal Cinquecento, con l'erezione nel 1579 dell'arcidiocesi di Manila, allora semplice diocesi (suffraganea dell'arcidiocesi di Città del Messico) fino al 1595 quando divenne sede arcivescovile con alcune suffraganee. Un grande cambiamento avvenne con il passaggio delle Filippine sotto il controllo degli U.S.A. (teorico nel 1898-1899, effettivo nel 1902) che comportò la completa sostituzione nel 1903 dei vescovi in carica con altri che erano tutti cittadini americani. Nel corso del XX secolo vennero poi fondate nuove diocesi e province ecclesiastiche.

## Circoscrizioni ecclesiastiche

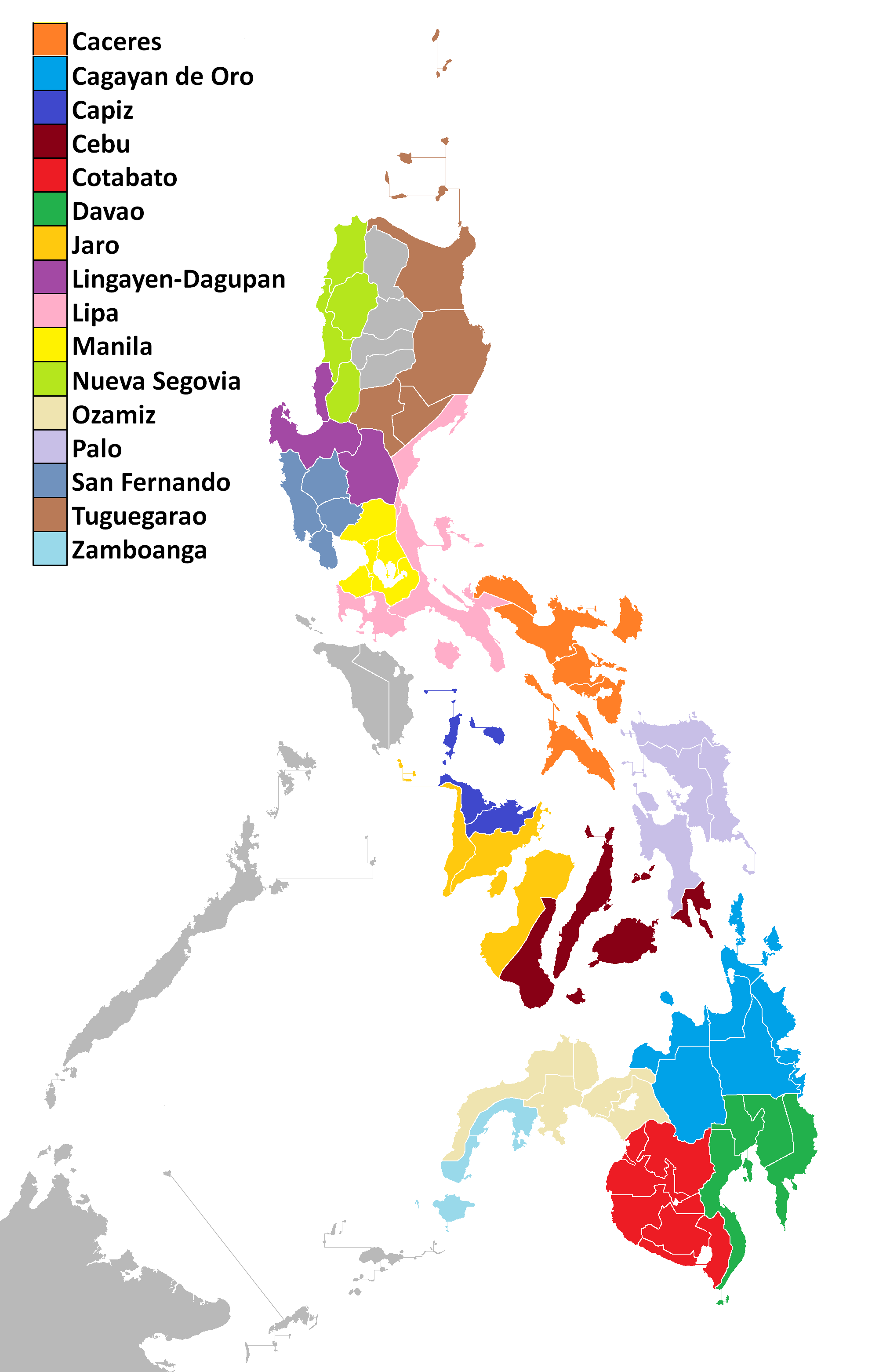
Mappa delle Filippine che mostra le diverse province ecclesiastiche.

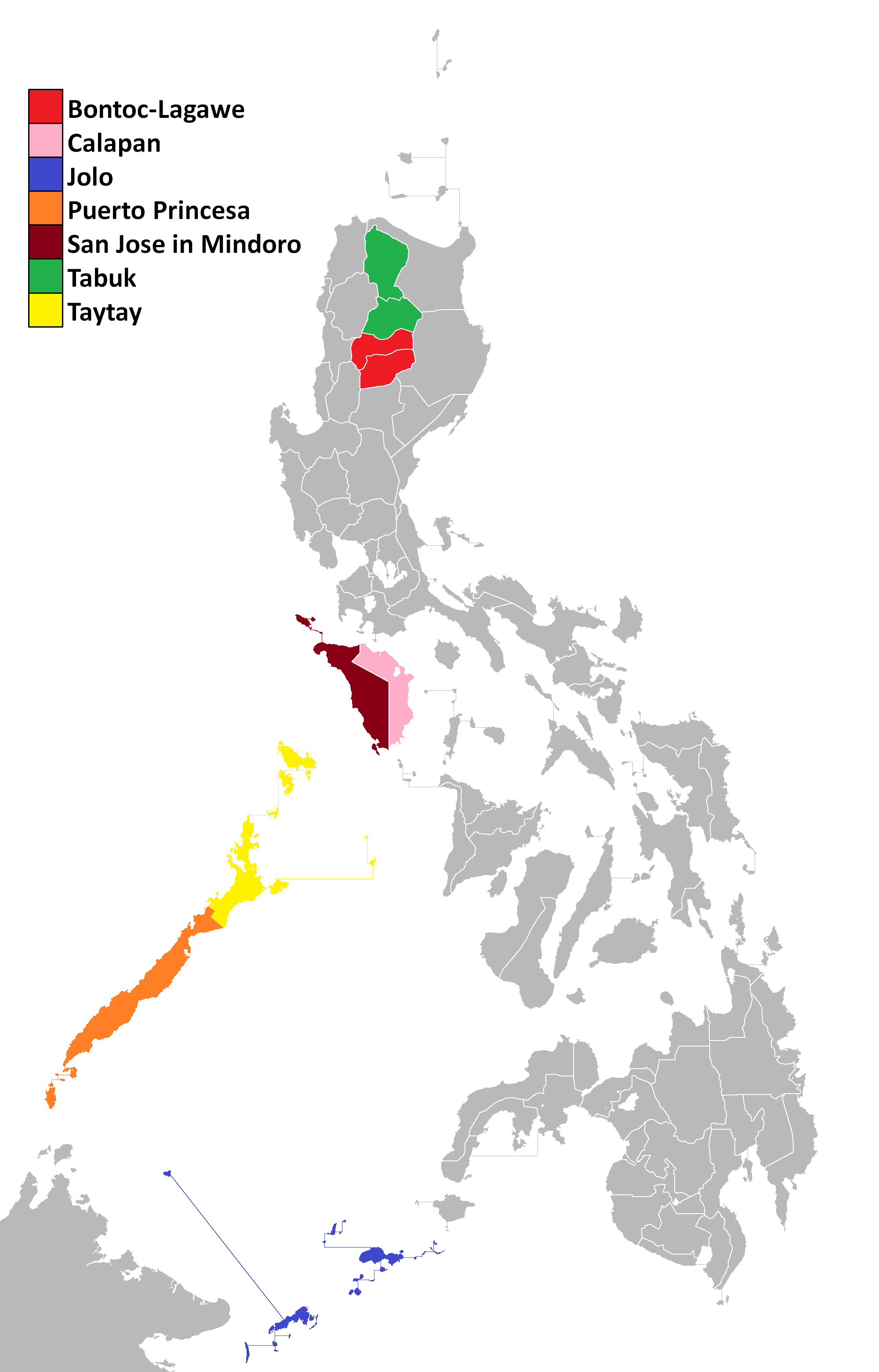
Mappa delle Filippine che mostra i diversi vicariati apostolici.

Ci sono 16 province ecclesiastiche ognuna delle quali prende il nome dall'arcidiocesi corrispondente. Le province comprendono 75 diocesi e 4 prelature territoriali. Inoltre vi sono 7 vicariati apostolici e 1 ordinariato militare.

### Arcidiocesi e diocesi suffraganee
Con * sono indicate le prelature territoriali.
- Arcidiocesi di Cáceres: Daet, Legazpi, Libmanan, Masbate, Sorsogon, Virac
- Arcidiocesi di Cagayan de Oro: Butuan, Malaybalay, Prosperidad, Surigao, Tandag
- Arcidiocesi di Capiz: Kalibo, Romblon
- Arcidiocesi di Cebu: Dumaguete, Maasin, Tagbilaran, Talibon
- Arcidiocesi di Cotabato: Kidapawan, Marbel
- Arcidiocesi di Davao: Digos, Mati, Tagum
- Arcidiocesi di Jaro: Bacolod, Kabankalan, San Carlos, San Jose de Antique
- Arcidiocesi di Lingayen-Dagupan: Alaminos, Cabanatuan, San Fernando de La Union, San Jose, Urdaneta
- Arcidiocesi di Lipa: Boac, Gumaca, Infanta*, Lucena
- Arcidiocesi di Manila: Antipolo, Cubao, Imus, Kalookan, Malolos, Novaliches, Parañaque, Pasig, San Pablo
- Arcidiocesi di Nueva Segovia: Baguio, Bangued, Laoag
- Arcidiocesi di Ozamiz: Dipolog, Iligan, Marawi*, Pagadian
- Arcidiocesi di Palo: Borongan, Calbayog, Catarman, Naval
- Arcidiocesi di San Fernando: Balanga, Iba, Tarlac
- Arcidiocesi di Tuguegarao: Batanes*, Bayombong, Ilagan
- Arcidiocesi di Zamboanga: Ipil, Isabela*

### Vicariati apostolici
- Vicariato apostolico di Bontoc-Lagawe (aggregato alla provincia ecclesiastica di Nueva Segovia)
- Vicariato apostolico di Calapan
- Vicariato apostolico di Jolo
- Vicariato apostolico di Puerto Princesa
- Vicariato apostolico di San Jose in Mindoro
- Vicariato apostolico di Tabuk (aggregato alla provincia ecclesiastica di Tuguegarao)
- Vicariato apostolico di Taytay

### Ordinariato
- Ordinariato militare nelle Filippine

## Nunziatura apostolica
La nunziatura apostolica nelle Filippine è stata istituita l'8 aprile 1951 con il breve Ad Christifidelium salutem di papa Pio XII.

### Delegati apostolici
- Placide Louis Chapelle † (28 settembre 1899 - 30 aprile 1901 cessato)
- Donato Raffaele Sbarretti Tazza † (16 settembre 1901 - 26 dicembre 1902 nominato delegato apostolico in Canada e Terranova)
- Giovanni Battista Guidi † (25 settembre 1902 - 22 luglio 1904 deceduto)
- Ambrogio Agius, O.S.B. † (5 settembre 1904 - 12 dicembre 1911 deceduto)
- Giuseppe Petrelli † (30 maggio 1915 - 27 maggio 1921 nominato nunzio apostolico in Perù)
- Guglielmo Piani, S.D.B. † (17 marzo 1922 - 5 ottobre 1948 nominato visitatore apostolico in Messico)
- Egidio Vagnozzi † (9 marzo 1949 - 9 agosto 1951 nominato nunzio apostolico)

### Nunzi apostolici
- Egidio Vagnozzi † (9 agosto 1951 - 16 dicembre 1958 nominato delegato apostolico negli Stati Uniti d'America)
- Salvatore Siino † (14 marzo 1959 - 8 ottobre 1963 deceduto)
- Carlo Martini † (29 novembre 1963 - 5 agosto 1967 nominato nunzio apostolico in Cile)
- Carmine Rocco † (16 settembre 1967 - 22 maggio 1973 nominato nunzio apostolico in Brasile)
- Bruno Torpigliani † (6 giugno 1973 - 1990 dimesso)
- Gian Vincenzo Moreni † (8 settembre 1990 - 3 marzo 1999 deceduto)
- Antonio Franco (6 aprile 1999 - 21 gennaio 2006 nominato nunzio apostolico a Cipro e Israele)
- Fernando Filoni (25 febbraio 2006 - 9 giugno 2007 nominato sostituto per gli affari generali della Segreteria di Stato)
- Edward Joseph Adams (3 settembre 2007 - 22 febbraio 2011 nominato nunzio apostolico in Grecia)
- Giuseppe Pinto (10 maggio 2011 - 1º luglio 2017 nominato nunzio apostolico in Croazia)
- Gabriele Giordano Caccia (12 settembre 2017 - 16 novembre 2019 nominato osservatore permanente della Santa Sede presso l'Organizzazione delle Nazioni Unite)
- Charles John Brown, dal 28 settembre 2020

## Conferenza episcopale

Logo della Conferenza dei vescovi cattolici delle Filippine.

Elenco dei presidenti della Conferenza dei vescovi cattolici delle Filippine:
- Arcivescovo Juan Callanta Sison (1958 - 1961)
- Arcivescovo Julio Rosales y Ras (1961 - 1966)
- Arcivescovo Lino Rasdesales Gonzaga (1966 - 1970)
- Arcivescovo Teopisto Valderrama Alberto (1970 - 1974)
- Cardinale Julio Rosales y Ras (1974 - 1976)
- Cardinale Jaime Lachica Sin (1976 - 1981)
- Arcivescovo Antonio Lloren Mabutas (1981 - 1985)
- Cardinale Ricardo Jamin Vidal (1985 - 1987)
- Arcivescovo Leonard Zamora Legaspi (1987 - 1991)
- Arcivescovo Carmelo Dominador Flores Morelos (1991 - 1995)
- Arcivescovo Oscar Valero Cruz (1995 - 1999)
- Arcivescovo Orlando Beltran Quevedo (1999 - 2003)
- Arcivescovo Fernando Robles Capalla (settembre 2003 - 2005)
- Arcivescovo Angel Lagdameo (ottobre 2005 - 1º dicembre 2009)
- Vescovo Nereo Page Odchimar (1º dicembre 2009 - 1º dicembre 2011)
- Arcivescovo Jose Serofia Palma (1º dicembre 2011 - 1º dicembre 2013)
- Arcivescovo Socrates Buenaventura Villegas (1º dicembre 2013 - 1º dicembre 2017)
- Arcivescovo Romulo Geolina Valles (1º dicembre 2017 - 1º dicembre 2021)
- Cardinale Pablo Virgilio Siongco David, dal 1º dicembre 2021

Elenco dei vicepresidenti della Conferenza dei vescovi cattolici delle Filippine:
- Arcivescovo Socrates Buenaventura Villegas (1º dicembre 2011 - 1º dicembre 2013)
- Arcivescovo Romulo Geolina Valles (1º dicembre 2013 - 1º dicembre 2017)
- Vescovo Pablo Virgilio Siongco David (1º dicembre 2017 - 1º dicembre 2021)
- Vescovo Mylo Hubert Claudio Vergara, dal 1º dicembre 2021

Elenco dei segretari generali della Conferenza dei vescovi cattolici delle Filippine:
- Presbitero Marving S. Mejia (7 luglio 2013 - 31 ottobre 2020)
- Monsignore Bernardo Pantin, dal 25 novembre 2020